# Kərki
Kərki (auch Karki; armenisch Տիգրանաշեն, Tigranaschen) ist ein völkerrechtlich zu Aserbaidschan gehöriges und von armenischem Territorium umgebenes Dorf, das von Armenien besetzt ist und von der Provinz Ararat verwaltet wird. In der Verwaltungsgliederung Aserbaidschans gehört das Gebiet zum Rayon Sədərək der Autonomen Republik Nachitschewan. Die Fläche des Gebietes beträgt ungefähr 19 km².

## Geschichte

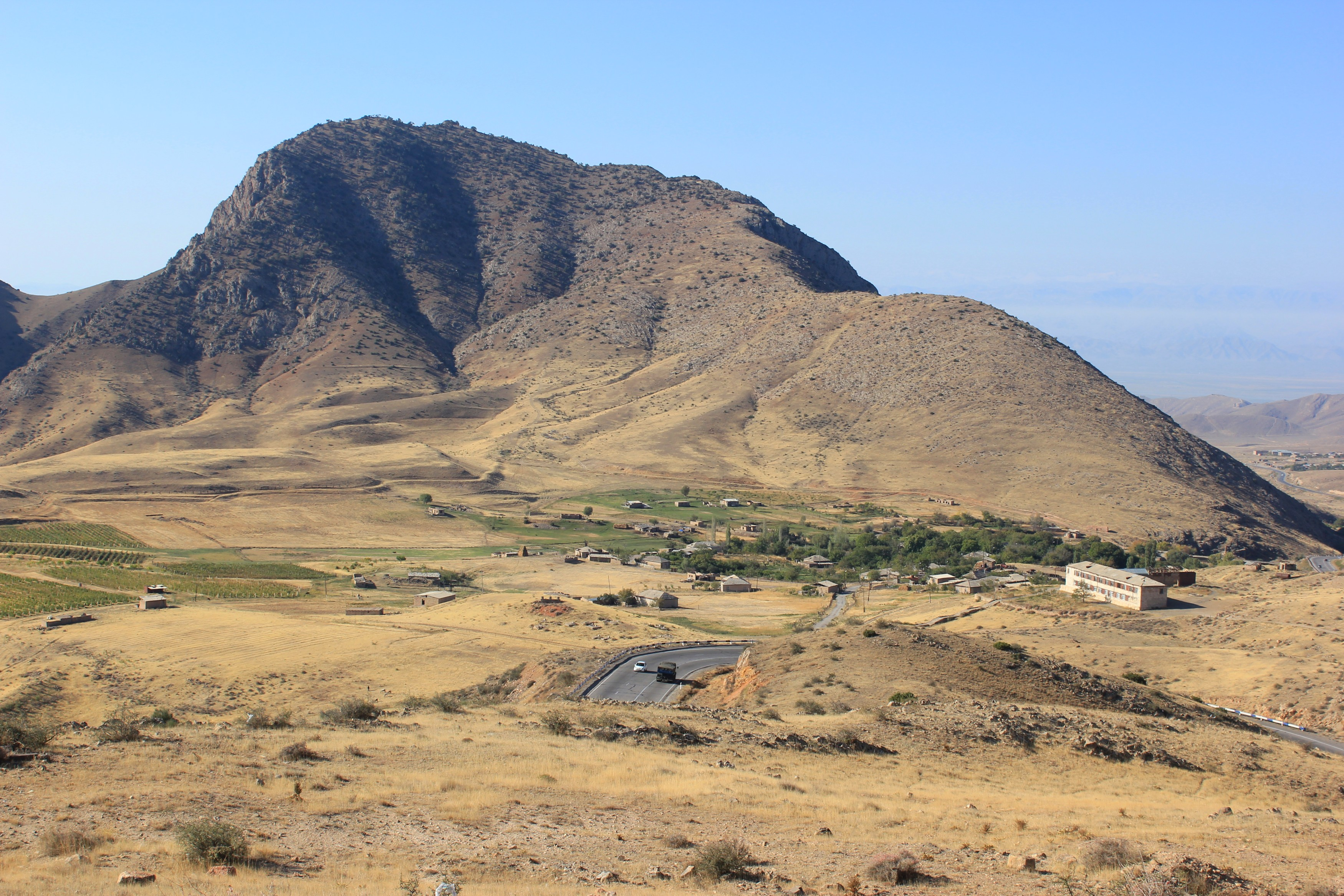
Ortsansicht von Nordosten

Im Mai 1992, während des Bergkarabachkonfliktes, wurde Karki, eine aserbaidschanische Exklave, durch Streitkräfte Armeniens besetzt. Durch das Dorf läuft die Verbindungsstraße M2, die Jerewan und Südostarmenien verbindet. Die meisten Bewohner sind heutzutage Armenier, die Aserbaidschan während des Krieges verlassen mussten. Das Dorf ist in Tigranaschen umbenannt worden.